# Giovanni X Yazigi
Giovanni X Yazigi, al secolo Youhana Yazigi (in arabo يوحنا يازجي‎?, Yūḥannā Yāzijī) (Laodicea, 1º gennaio 1955), è un arcivescovo ortodosso siriano, attuale patriarca greco-ortodosso di Antiochia e primate della Chiesa greco-ortodossa di Antiochia.
Nativo della città siriana di Laodicea, è stato eletto Patriarca il 17 dicembre 2012 nel monastero di Balamand nei pressi di Tripoli in Libano ed è stato intronizzato il 10 febbraio 2013 nella chiesa della Santa Croce di Damasco.